# كتاب فندداد
كتاب فندداد هو مجموعة من النصوص ضمن المجموعة الأكبر من الأفستا. ومع ذلك، وعلى عكس النصوص الأخرى من الأفستا، فإن الفندداد هو قانون كنسي، وليس دليلًا طقسيًا.

## المحتوى
تختلف أجزاء "الفنديداد" بشكل واسع من حيث الطابع والعمر. على الرغم من أن بعض الأجزاء تعتبر حديثة نسبيًا من حيث المنشأ، فإن موضوعات الجزء الأكبر منها قديمة جدًا. في عام 1877، حدد كارل فريدريش جيلدنر النصوص على أنها متميزة لغويًا عن نصوص الأفستا القديمة وكذلك عن اليشتات من الأفستا الأصغر. اليوم، هناك جدل حول التطور التاريخي للفنديداد. يصنفه البعض كنص أفستا صناعي وشاب. لغته تشبه اللغة الأفستا القديمة. ويعتقد أن الفنديداد هو مؤلف مجوسي (متأثر بالمجوس). وقد تم أيضًا اقتراح أن الفنديداد ينتمي إلى مدرسة معينة، ولكن "لا يوجد أي جدل لغوي أو نصي يسمح لنا بالوصول إلى أي درجة من اليقين في هذه المسائل".
يعتبر البعض الفنديداد رابطًا للتقاليد الشفوية القديمة المبكرة، التي كُتبت لاحقًا ككتاب قوانين للجماعة الزرادشتية. بدأ كتابة الفنديداد - ربما بشكل كبير - قبل تشكيل الإمبراطوريات الميدية والفارسية، وقبل القرن الثامن قبل الميلاد.
بالإضافة إلى ذلك، كما هو الحال مع اليشتات، فإن تاريخ تأليف النسخة النهائية لا يستبعد إمكانية أن تتكون بعض أجزاء الفنديداد من مواد قديمة جدًا. حتى في هذا العصر الحديث، يواصل الزرادشتيون إعادة كتابة المواد الروحية القديمة باستمرار.
الفصل الأول هو أسطورة الخلق الثنائية، يليه وصف الشتاء المدمر. الفصل الثاني يروي أسطورة ييما (جمشيد). يتحدث الفصل التاسع عشر عن إغراء زرادشت، الذي عندما حثه أنجرا ماينيو على التحول عن الدين الصالح، تحول بدلًا من ذلك نحو أهورا مازدا. وتتناول الفصول المتبقية قواعد وأنظمة مختلفة، من خلال الالتزام بها وكيف يمكن إرباك الأرواح الشريرة. تنقسم هذه الكتب حسب الموضوع، وتتناول المواضيع التالية (الفصول التي تتناول موضوعًا ما موجودة بين قوسين):
- النظافة (وخاصة رعاية الموتى) [3، 5، 6، 7، 8، 16، 17، 19] والتطهير [9،10]؛
- المرض وأصله والتعاويذ ضده [7، 10، 11، 13، 20، 21، 22]؛
- الحداد على الموتى [12]، وأبراج الصمت [6]، وجزاء الأعمال بعد الموت [19]؛
- حرمة الأتر[الإنجليزية] (النار) [8]، والزم[الإنجليزية] (الأرض) [3،6]، والماء[الإنجليزية] (6، 8، 21) ونور النجوم [21]، والدعاء إليها؛
- كرامة الثروة والصدقة [4]، والزواج [4، 15] والجهد البدني [4]
- القوانين المتعلقة بالسلوك الاجتماعي غير المقبول [15] مثل خرق العقد [4] والاعتداء [4]؛
- حول جدارة الكهنة [18]؛
- مدح ورعاية الثور [21]، والكلب [13، 15]، وثعلب الماء [14]، وطائر السراوشا [18]، وشجرة الهاوما[الإنجليزية] [6].

هناك درجة من النسبية الأخلاقية واضحة في الفندداد، والقواعد واللوائح المتنوعة لا يتم التعبير عنها دائمًا على أنها صوفية أو مطلقة أو عالمية أو إلزامية. يتناول الفندداد بشكل أساسي القوانين الاجتماعية والأعراف والعادات والثقافة. في بعض الحالات، يكون وصف السلوك الموصوف مصحوبًا بوصف للتكفيرات التي يجب القيام بها للتكفير عن انتهاكات هذا السلوك. وتشمل هذه التكفيرات ما يلي:
- الدفع نقدا أو عينيا للمتضرر
- العقاب البدني مثل الجلد
- تلاوة متكررة لأجزاء معينة من القداس مثل دعاء أهونا فايريا[الإنجليزية]

## طالع أيضًا
- أفستا
- الجغرافيا الأفستية[الإنجليزية]

## ملحوظات
1. ↑  Zaehner، Richard Charles (1961). The Dawn and Twilight of Zoroastrianism. New York: Putnam. p. 160ff.

Portions of the book are available online نسخة محفوظة 14 مارس 2013 على موقع واي باك مشين..
2. ↑  Kellens، Jean (1989). "Avesta". Encyclopedia Iranica. New York: Routledge & Kegan Paul. ج. 3. ص. 35–44. p. 35
3. ↑  Ervad Marzban J. Hathiram. The significance and philosophy of the Vendidad Retrieved 14 January 2023 نسخة محفوظة 2024-11-13 على موقع واي باك مشين.
4. ↑  "Avestan, Iranian & Zoroastrian Languages". heritageinstitute.com. مؤرشف من الأصل في 2024-12-05.